# Psaliodes exilis
Psaliodes exilis là một loài bướm đêm trong họ Geometridae.